# Galassia Sunburst
La galassia Sunburst è una galassia fortemente ingrandita a redshift z=2,38 (10,9 miliardi di anni luce) osservata tramite una lente gravitazionale usata sull'ammasso di galassie PSZ1 G311.65-18.48 situato nella costellazione dell'Uccello del Paradiso. L'ammasso di galassie distorce lo spazio-tempo circostante creando percorsi diversi per i fotoni provenienti dalla galassia Sunburst. Questo lensing crea quattro segmenti d'arco che seguono approssimativamente un cerchio (anello di Einstein) attorno all'ammasso in primo piano. Oltre alle 4 immagini complete della galassia, ce ne sono altre 8 parziali, creando un totale di 12 immagini della stessa galassia lungo l'arco. In una di queste immagini fortemente ingrandite della galassia Sunburst, gli astronomi hanno identificato la stella più luminosa finora conosciuta, Godzilla.